# Sergio Francisco
Sergio Francisco Ramos (Irun, 19 marzo 1979) è un allenatore di calcio ed ex calciatore spagnolo, attuale tecnico della Real Sociedad.

## Carriera

### Giocatore
Francisco si formò come calciatore nel settore giovanile della Real Sociedad, militando nel San Sebastián nella stagione 1998-1999.
Il 2 febbraio 1999 esordì tra i professionisti negli ottavi di finale della Coppa del Re, vinta per 0-1 al Vicente Calderón contro l'Atletico Madrid.
Esordì nella Primera División spagnola con la maglia della Real Sociedad il 17 settembre 2000, sul campo del Celta Vigo, subentrando a Edgaras Jankauskas nel finale di gara.
Nella sessione di calciomercato di gennaio del 2001 fu ceduto in prestito per sei mesi al Eibar, nella Segunda División spagnola.
Esordì il 4 febbraio 2001 contro il Leganés, subentrando a Pedro María Olano nel finale di gara.
Collezionò 16 presenze con la squadra basca allenata da Blas Ziarreta.
Rientrato alla Real Sociedad, fu ceduto nuovamente in prestito, questa volta al Club Deportivo Onda, militante in Segunda B.
Francisco segnò 6 gol in 36 presenze. La stagione si concluse con la retrocessione del club allenato da Francisco García Gómez. A fine anno, rientrò alla Real Sociedad ma non rientrando più nei piani del club di Donostia, si trasferì alla Real Unión, squadra della sua città natale, che all'epoca militava in Segunda B.
Francisco restò alla Real Unión per una sola stagione, per poi trasferirsi al Zamora FC, in Segunda B. Disputò una stagione positiva con 18 reti in 36 partite, risultando tra i migliori marcatori del campionato. Il Zamora terminò all'ottavo posto in classifica.
Nel 2004 firmò con il Lorca Deportiva. Allenato da un giovane Unai Emery agli esordi in panchina, ottenne la promozione in Segunda División. Tuttavia, a fine anno Francisco lasciò il Lorca e firmò con il Gimnàstic de Tarragona, club della Segunda División.
Allenato da Luis César Sampedro, Francisco collezionò 3 reti in 18 partite con il Gimnàstic, che chiuse la stagione al settimo posto in classifica.
Nel 2005 Francisco ritornò alla Real Unión, militante in Segunda B. Nel 2009 vinse il campionato, ottenendo la promozione in Segunda División. Tuttavia, il club non riuscì a evitare la retrocessione nell'annata successiva, concludendo il campionato in penultima posizione.
Nel 2011 Francisco lasciò la Real Unión dopo una militanza lunga 6 stagioni. Chiuse la carriera da calciatore con due ultime esperienze in Tercera División, con le maglie del Sestao River e del Club Deportivo Laudio, due club dei Paesi Baschi. Si ritirò nel 2012.

### Allenatore
Dopo il ritiro, Francisco intraprese la carriera da allenatore, lavorando come vice di Joseba Idiakez sulla panchina della Real Unión nella stagione 2012-2013, nella Segunda División B.
Nel 2013 divenne l'allenatore della Real Unión ottenendo così il suo primo incarico in panchina. Allenò il club di Irun per una stagione, conclusa al quindicesimo posto in classifica.
Dal 2014 al 2016 allenò l'Easo, squadra giovanile under 19 della Real Sociedad, tornando così a lavorare nel club con cui aveva esordito nel calcio professionistico da ragazzo.
Nella stagione 2016-2017 fu il vice di Iñigo Cortés sulla panchina della Real Sociedad C.
Nel 2017, diventò l'allenatore della Real Sociedad C,  Nel 2022 fu promosso ad allenare la Real Sociedad B, in Primera Federación, in sostituzione di Xabi Alonso, passato al Bayer Leverkusen.
Il 25 aprile 2025 venne ufficializzato il suo futuro incarico sulla panchina della prima squadra della Real Sociedad, a partire dalla stagione 2025-2026, in sostituzione di Imanol Alguacil. Francisco firmò un contratto biennale fino al 2027.

## Palmarès

### Giocatore
- Segunda División B spagnola: 2

Real Unión: 2002-2003, 2008-2009